# Catedral de Aveiro
La Catedral de Aveiro, o la Iglesia de Santo Domingo, es una catedral que se encuentra situada en la freguesia portuguesa de Glória del municipio de Aveiro. Fue clasificada como Inmueble de Interés Público en 1996. También recibe el nombre de iglesia parroquial de Nuestra Señora de la Gloria. Pertenece a la diócesis de Aveiro.